# مشا سلیموویچ
مشا سلیموویچ (بوسنیایی: Mehmed Meša Selimović؛ ۲۶ آوریل ۱۹۱۰ – ۱۱ ژوئیهٔ ۱۹۸۲) نویسنده، استاد، کارگردان هنری اهل بوسنی و هرزگوین بود.

## زندگی
سلیموویچ در ۲۶ آوریل ۱۹۱۰ در توزلا، بوسنی و هرزگوین، در یک خانواده برجسته مسلمان به دنیا آمد، وی تحصیلات دبستان و دبیرستان را در زادگاهش گذراند. وی برای تحصیل زبان صربی‌کرواتی و ادبیات در دانشکده فلسفه دانشگاه بلگراد ثبت نام کرد و در سال ۱۹۳۴ فارغ‌التحصیل شد.